# 鬼馬雙星 (電影)
《鬼馬雙星》（英語：Games Gamblers Play）是1974年香港喜劇電影，由嘉禾公司出品，許冠文首次自編自導，和弟弟許冠傑拍檔演出，電影票房高達600萬港元（140萬美元），創下了當年的紀錄，成為開埠以來收入最高的喜劇電影。

## 劇情
鄧國文（許冠文飾）是監獄常客兼老千一名，他同倉的劉俊傑（許冠傑飾）十分佩服文之賭博騙術，故欲在出獄後與文能合作騙財。出獄後傑安排了一場賭局，本以為勝券在握，怎料反被文串通的舞女珮珮（丁佩飾）贏去。窮心未盡的傑續死纏著文，又迫著他要合作。終於，他們設計出一個天衣無縫之妙計，並計劃向城中最大惡爺大哥全（王琛飾）下手。為了籌集資本，傑本要參加電視台之有獎問答遊戲，但在參加的前夕，傑因在沙灘出千被打穿了頭；迫得由文替代。雖然遊戲過程中笑料百出，但最終文也贏取了12,000元。他們與大哥全在賭局上展開一場龍爭虎鬥，但計劃無意中被一流浪漢發現，於是大哥全派人追殺文傑二人，在走投無路之下文用意想不到方法，脫身而去。

## 演員
| 演員   | 角色                                       |
| ------ | ------------------------------------------ |
| 許冠文 | 鄧國文                                     |
| 許冠傑 | 劉俊傑                                     |
| 丁 佩  | 佩 佩                                      |
| 呂有慧 | 妹 頭                                      |
| 羅 蘭  | 文 妻                                      |
| 王 琛  | 大哥全                                     |
| 許紹雄 | 大耳牛                                     |
| 李 昆  | 酒店嫖客                                   |
| 石 天  | 賭場荷官                                   |
| 洪金寶 | 沙灘流氓 （原裝電影版）                    |
| 許冠英 | 沙灘流氓 （DVD 版本）                      |
| 馮 毅  |                                            |
| 黃 霑  | 黃不文 遊戲節目“有上冇落”主持 （特別客串） |
| 喬 宏  | （特別客串）                               |
| 孫泳恩 | 節目主持                                   |
| 杜茱迪 |                                            |
| 陶敏明 |                                            |
| 薛志雄 |                                            |
| 劉天賜 | 大檔賭客                                   |
| 鄭少萍 | 遊戲節目“有上冇落”參賽者                   |
| 李燕萍 | 遊戲節目“有上冇落”參賽者                   |
| 金 山  | 流浪漢                                     |
| 金 帝  |                                            |
| 陳福慶 | 大哥全手下                                 |
| 馮祿德 |                                            |
| 黃 新  |                                            |
| 陳非龍 |                                            |
| 葛利文 |                                            |
| 張俊英 |                                            |
| 熊德誠 |                                            |
| 甘 露  | 茶 客                                      |
| 馬笑英 | 賭 客                                      |
| 陶三姑 |                                            |
| 陳立品 | 賭 客                                      |
| 曾楚霖 |                                            |
| 王爾華 |                                            |
| 王 侃  |                                            |
| 藍 天  |                                            |
| 羅國維 |                                            |
| 爾 峰  |                                            |
| 何柏江 |                                            |
| 黃順昌 |                                            |
| 成運安 |                                            |

## 语录
邓国文
- 勤力就可以发达吗？你怎么不看看新界的牛？发达的人是像公仔那样坐着，什么都不用做的。

## 電影歌曲
- 主題曲〈鬼馬雙星〉主唱：許冠傑
- 插曲〈雙星情歌〉主唱：許冠傑

## 外部連結
- 開眼電影網上《鬼馬雙星》的資料（繁體中文）
- 豆瓣电影上《鬼馬雙星》的資料 （简体中文）
- 时光网上《鬼馬雙星》的資料（简体中文）
- 爛番茄上《鬼馬雙星》的資料（英文）
- 香港影庫上《鬼馬雙星》的資料（繁體中文）
- 互联网电影数据库（IMDb）上《鬼馬雙星》的资料（英文）